# Fazenda da Barra (Itaverava)
A Fazenda da Barra é uma fazenda originalmente criada no começo do século XIX, no período imperial, pela família Costa Carvalho. Está localizada em Itaverava, a 126 km de Belo Horizonte, Minas Gerais, Brasil. A antiga casa-grande foi desfeita no começo do século XX, dando lugar a um novo casarão finalizado em 1919. A fazenda é considerada uma construção de valor histórico para região e é propriedade da mesma família nos dias atuais.
A principal atividade da fazenda desde sua criação é a de produção de leite proveniente do gado leiteiro, além da produção de cachaça de alambique.

## História
É incerto dizer quando e quem se estabeleceu pela primeira vez nas terras do povoado da Barra. O registro mais antigo que se tem dos moradores da fazenda são do juiz de paz da cidade, Francisco da Costa Carvalho (1810-1949), e sua esposa Senhorinha Amália Jesuína da Costa Carvalho (1815-1890). Durante esse período, lendas marcam a história do local, como o assassinato do Feitor Crispim por escravos da fazenda. Lenda que inspirou o poema "Os negros de Itaverava" de Afonso Ávila, considerado um dos mais importantes poetas brasileiros contemporâneos. Quando viúva, Senhorinha Amália doou o Moinho da Cachoeira da Água Limpa, que pertencia as suas terras, para a subsistência da população local. Hoje o moinho é um dos patrimônios históricos de Itaverava e um ponto turístico.
Posteriormente, a fazenda foi habitada pelo filho do casal e capitão da guarda nacional Vicente da Costa Carvalho (1838-1905). Sua esposa, Augusta Dias Coelho, era sobrinha de Senhorinha Amália. Participar da guarda nacional do Império era motivo de prestígio e se sabe que apenas os mais afortunados economicamente tinham abertura para fazer parte dela. Vicente também era responsável pela construção e manutenção de estradas na região para o Império do Brasil.
Depois de Vicente, seu filho José da Costa Carvalho (1873-1947) passou a residir na Fazenda da Barra. Mas isso só aconteceu depois da metade de sua vida, já que "Juca da Costa" residiu primeiramente na Fazenda do Guarará com sua esposa Augusta Campos Carvalho. Com o falecimento de Augusta ainda jovem, o filho de Vicente casou-se novamente com Maria José Alves dos Reis Carvalho e mudou-se para a Fazenda da Barra. José decidiu reconstruir o casarão, concluindo-o em 1919.

A próxima geração que se estabeleceu na fazenda foi a do ex-prefeito e ex-vereador de Itaverava, Arnaldo Reis Carvalho (1925-2007), com sua esposa Jonas Alves dos Reis Carvalho (Dência). Depois do falecimento de Arnaldo, seus filhos Arnaldo Reis Carvalho filho e Ronaldo José Reis Carvalho (1963-2023) passaram a administrar a propriedade.  